# Роса Марія Андрес Родрігес
Роса Марія Андрес Родрігес (ісп. Rosa María Andrés Rodríguez; нар. 29 травня 1977) — колишня іспанська тенісистка.
Найвищу одиночну позицію світового рейтингу — 152 місце досягла 4 жовтня 1999, парну — 81 місце — 25 вересня 2000 року.
Здобула 8 одиночних та 1 парний титул.
Завершила кар'єру 2005 року.

## Фінали турнірів WTA

### Парний розряд: 2 (1–1)
| Легенда: перед 2009 роком  | Легенда: починаючи з 2009 року |
| -------------------------- | ------------------------------ |
| Турніри Великого шлему (0) |                                |
| Чемпіонати WTA (0)         |                                |
| Tier I (0)                 | Premier Mandatory (0)          |
| Tier II (0)                | Premier 5 (0)                  |
| Tier III (1/1)             | Premier (0/0)                  |
| Tier IV & V (0)            | International (0/0)            |

| Результат | Ранг | Дата           | Турнір                                | Покриття | Партнерка                 | Суперниці                            | Рахунок  |
| Поразка   | 1.   | 21 лютого 2005 | Abierto Mexicano TELCEL, Мексика      | Ґрунт    | Кончіта Мартінес Гранадос | Аліна Жидкова Тетяна Перебийніс      | 5–7, 3–6 |
| Перемога  | 2.   | 21 травня 2005 | Internationaux de Strasbourg, Франція | Ґрунт    | Андрея Ехрітт-Ванк        | Марта Домаховська Марлен Вайнгартнер | 6–3, 6–1 |

## Фінали ITF
| турніри $75,000 |
| турніри $50,000 |
| турніри $25,000 |
| турніри $10,000 |

### Одиночний розряд (8–10)
| Результат | Ранг | Дата              | Турнір                 | Покриття | Суперниця         | Рахунок                 |
| --------- | ---- | ----------------- | ---------------------- | -------- | ----------------- | ----------------------- |
| Поразка   | 1.   | 25 квітня 1994    | Льєйда, Іспанія        | Ґрунт    | Пеґґі Рук'є       | 6–3, 4–6, 5–7           |
| Поразка   | 2.   | 3 квітня 1995     | Афіни, Греція          | Ґрунт    | Хрістіна Захаріду | 0–6, 6–3, 2–6           |
| Поразка   | 3.   | 5 лютого 1996     | Майорка, Іспанія       | Ґрунт    | Ульріке Пріллер   | 6–3, 4–6, 3–6           |
| Поразка   | 4.   | 25 листопада 1996 | Майорка, Іспанія       | Ґрунт    | Зузана Лешенарова | 4–6, 0–6                |
| Перемога  | 1.   | 4 серпня 1997     | Періге, Франція        | Ґрунт    | Наталі Каллен     | 3–6, 6–2, 7–5           |
| Поразка   | 5.   | 11 серпня 1997    | Saint-Gaudens, Франція | Ґрунт    | Паула Гарсія      | 6–2, 4–6, 5–7           |
| Поразка   | 6.   | 9 лютого 1998     | Майорка, Іспанія       | Ґрунт    | Хісела Рієра      | 4–6, 3–6                |
| Поразка   | 7.   | 26 квітня 1998    | Барі, Італія           | Ґрунт    | Роміна Оттобоні   | 6–2, 2–6, 5–7           |
| Перемога  | 2.   | 4 травня 1998     | Елваш, Португалія      | Тверде   | Ана Салас Лосано  | 6–1, 6–3                |
| Поразка   | 8.   | 31 травня 1998    | Варшава, Польща        | Ґрунт    | Міхаела Паштікова | 5–7, 3–6                |
| Перемога  | 3.   | 13 грудня 1998    | Майорка, Іспанія       | Ґрунт    | Джулія Казоні     | 5–7, 6–4, 6–3           |
| Перемога  | 4.   | 7 червня 1999     | Галатіна, Італія       | Ґрунт    | Міхаела Паштікова | 6–1, 6–1                |
| Перемога  | 5.   | 20 листопада 2000 | Майорка, Іспанія       | Ґрунт    | Дінара Сафіна     | 5–3, 4–4, 0–4, 2–4, 5–3 |
| Перемога  | 6.   | 3 грудня 2000     | Майорка, Іспанія       | Ґрунт    | Домініка Лузарова | 4–1, 4–0, 4–0           |
| Перемога  | 7.   | 4 лютого 2002     | Майорка, Іспанія       | Ґрунт    | Паула Гарсія      | 6–3, 3–6, 7–6(5)        |
| Перемога  | 8.   | 1 грудня 2002     | Майорка, Іспанія       | Ґрунт    | Ана Тимотич       | 7–5, 7–5                |
| Поразка   | 9.   | 21 квітня 2002    | Таранто, Італія        | Ґрунт    | Віраг Немет       | 3–6, 7–6(4), 1–6        |
| Поразка   | 10.  | 13 жовтня 2003    | Каркавелуш, Португалія | Ґрунт    | Сесил Каратанчева | 5–7, 3–6                |

### Парний розряд (28–10)
| Результат | Ранг | Дата              | Турнір                          | Покриття  | Партнерка                 | Суперниці                                 | Рахунок          |
| --------- | ---- | ----------------- | ------------------------------- | --------- | ------------------------- | ----------------------------------------- | ---------------- |
| Перемога  | 1.   | 29 січня 1996     | Майорка, Іспанія                | Ґрунт     | Лаура Гарсія              | Маріна Ескобар Кончіта Мартінес Granados  | 5–7, 6–0, 6–2    |
| Перемога  | 2.   | 4 серпня 1997     | Періге, Франція                 | Ґрунт     | Сандра Мартинович         | Жеральдін Бім Вікторія Курм               | 6–4, 6–3         |
| Поразка   | 1.   | 31 серпня 1997    | Афіни, Греція                   | Ґрунт     | Маріна Ескобар            | Євгенія Куликовська Сандра Начук          | 4–6, 3–6         |
| Перемога  | 3.   | 24 листопада 1997 | Майорка, Іспанія                | Ґрунт     | Маріна Ескобар            | Мелані Шнелль Каталін Мароші              | 6–4, 6–2         |
| Перемога  | 4.   | 19 квітня 1998    | Галатіна, Італія                | Ґрунт     | Ноелія Серра              | Сілвія Урічкова Деббі Гак                 | 6–4, 6–1         |
| Перемога  | 5.   | 26 квітня 1998    | Барі, Італія                    | Ґрунт     | Вероніка Стеле            | Сабіна да Понте Сілвія Урічкова           | 6–1, 6–1         |
| Перемога  | 6.   | 10 травня 1998    | Елваш, Португалія               | Тверде    | Деббі Гак                 | Маріна Ескобар Паула Ерміда               | w/o              |
| Перемога  | 7.   | 1 червня 1998     | Битом, Польща                   | Ґрунт     | Маріам Рамон Клімент      | Людмила Черванова Жанетта Гусарова        | 6–3, 6–3         |
| Поразка   | 2.   | 20 липня 1998     | Вальядолід, Іспанія             | Тверде    | Ева Бес                   | Хісела Рієра Селіма Сфар                  | 6–7(5), 6–7(3)   |
| Перемога  | 8.   | 21 вересня 1998   | Бухарест, Румунія               | Ґрунт     | Ева Бес                   | Ленка Ценкова Карін Кшвендт               | 4–6, 7–6(6), 6–0 |
| Перемога  | 9.   | 11 жовтня 1998    | Жирона, Іспанія                 | Ґрунт     | Лурдес Домінгес Ліно      | Марта Марреро Марія Хосе Мартінес Санчес  | 4–6, 6–1, 7–6    |
| Перемога  | 10.  | 7 лютого 1999     | Майорка, Іспанія                | Ґрунт     | Лурдес Домінгес Ліно      | Аліче Канепа Марія Фернанда Ланда         | 6–1, 6–1         |
| Поразка   | 3.   | 15 березня 1999   | Дінан (Кот-д'Армор), Франція    | Ґрунт (i) | Маріам Рамон Клімент      | Жанетта Гусарова Ріта Куті-Кіш            | 4–6, 2–6         |
| Поразка   | 4.   | 5 липня 1999      | Чивітанова-Марке, Італія        | Ґрунт     | Кончіта Мартінес Гранадос | Ева Дірберг Даніела Гантухова             | 6–7(3), 6–4, 4–6 |
| Перемога  | 11.  | 12 липня 1999     | Гечо, Іспанія                   | Ґрунт     | Кончіта Мартінес Гранадос | Хісела Рієра Алісія Ортуньйо              | 7–6(4), 6–4      |
| Перемога  | 12.  | 30 серпня 1999    | Денен, Франція                  | Ґрунт     | Кончіта Мартінес Гранадос | Маріам Рамон Клімент Лусіана Масанте      | 6–1, 6–4         |
| Перемога  | 13.  | 20 вересня 1999   | Софія, Болгарія                 | Ґрунт     | Кончіта Мартінес Гранадос | Каталін Мароші Надія Островська           | w/o              |
| Поразка   | 5.   | 15 травня 2000    | Порту, Португалія               | Ґрунт     | Кончіта Мартінес Гранадос | Ева Бес Хісела Рієра                      | 3–6, 3–6         |
| Перемога  | 14.  | 3 липня 2000      | Чивітанова-Марке, Італія        | Ґрунт     | Кончіта Мартінес Гранадос | Євгенія Куликовська Тетяна Пучек          | 6–2, 6–3         |
| Перемога  | 15.  | 23 липня 2000     | Фонтанафредда, Італія           | Ґрунт     | Кончіта Мартінес Гранадос | Мая Матевжич Антонелла Серра-Дзанетті     | 4–6, 6–2, 6–4    |
| Перемога  | 16.  | 4 вересня 2000    | Фано, Італія                    | Ґрунт     | Кончіта Мартінес Гранадос | Елені Даніліду Алісія Ортуньйо            | 6–2, 6–4         |
| Перемога  | 17.  | 5 лютого 2001     | Майорка, Іспанія                | Ґрунт     | Дінара Сафіна             | Оана Елена Голімбйоскі Андрея Ехрітт-Ванк | 6–2, 6–0         |
| Перемога  | 18.  | 7 травня 2001     | Мальє, Італія                   | Ґрунт     | Еухенія Чіальво           | Наталія Гуссоні Лусіана Масанте           | 6–4, 6–4         |
| Перемога  | 19.  | 4 лютого 2002     | Майорка, Іспанія                | Ґрунт     | Маріам Рамон Клімент      | Дженніфер Шмідт Марія Вольфбрандт         | 6–2, 6–3         |
| Перемога  | 20.  | 18 лютого 2002    | Майорка, Іспанія                | Ґрунт     | Сафіна Дінара Мубінівна   | Дженніфер Шмідт Марія Вольфбрандт         | 6–1, 6–2         |
| Поразка   | 6.   | 29 вересня 2002   | Лечче, Італія                   | Ґрунт     | Еліза Бальзамо            | Андрея Ехрітт-Ванк Едіна Галловіц-Халл    | 7–6(5), 3–6, 3–6 |
| Перемога  | 21.  | 24 листопада 2002 | Майорка, Іспанія                | Ґрунт     | Жоана Кортез              | Ема Янашкова Владіміра Угліржова          | 6–3, 6–1         |
| Перемога  | 22.  | 1 грудня 2002     | Майорка, Іспанія                | Ґрунт     | Ана Тимотич               | Ірина Бремон Маріанна Юферова             | 6–4, 6–3         |
| Поразка   | 7.   | 17 березня 2003   | Кастельйон-де-ла-Плана, Іспанія | Ґрунт     | Маріам Рамон Клімент      | Людмила Черванова Станіслава Грозенська   | 6–4, 3–6, 0–6    |
| Поразка   | 8.   | 5 жовтня 2003     | Казерта, Італія                 | Ґрунт     | Бахія Мухтассен           | Марет Ані Джулія Казоні                   | 5–7, 5–7         |
| Перемога  | 23.  | 19 жовтня 2003    | Каркавелуш, Португалія          | Ґрунт     | Селін Бейгбедер           | Ромі Фара Неуза Сілва                     | 6–2, 1–0 ret.    |
| Перемога  | 24.  | 15 лютого 2004    | Майорка, Іспанія                | Ґрунт     | Ана Тимотич               | Лурдес Домінгес Ліно Лаура Поус Тіо       | 3–6, 6–4, 6–4    |
| Перемога  | 25.  | 25 квітня 2004    | Барі, Італія                    | Ґрунт     | Кончіта Мартінес Гранадос | Мартіна Мюллер Владіміра Угліржова        | 6–2, 5–7, 6–2    |
| Перемога  | 26.  | 23 травня 2004    | Казерта, Італія                 | Ґрунт     | Андрея Ехрітт-Ванк        | Джулія Казоні Владіміра Угліржова         | 6–1, 4–6, 6–4    |
| Перемога  | 27.  | 7 липня 2004      | Градо, Італія                   | Ґрунт     | Андрея Ехрітт-Ванк        | Клаудія Янс-Ігначик Аліція Росольська     | 6–2, 6–2         |
| Поразка   | 9.   | 2 серпня 2004     | Ріміні, Італія                  | Ґрунт     | Андрея Ехрітт-Ванк        | Юліана Федак Марія Коритцева              | 6–7(7), 3–6      |
| Перемога  | 28.  | 31 серпня 2004    | Местре, Італія                  | Ґрунт     | Лурдес Домінгес Ліно      | Каталін Мароші Маріна Таваріс             | 6–1, 6–2         |
| Поразка   | 10.  | 19 квітня 2005    | Валенсія, Іспанія               | Тверде    | Аранча Парра Сантонха     | Кільдін Шевальє Стефані Форец             | 6–4, 6–7(5), 2–6 |